# Oblężenie Athlone
Oblężenie Athlone – próba zajęcia miasta przez siły wierne Wilhelmowi III Orańskiemu, bronionego przez załogę wierną Jakubowi II.

## Przed walką
17 lipca 1690 pod miasto podeszły wojska Wilhelmińskie, dowodzone przez gen. Jamesa Douglasa, w sile 12 000 ludzi (w tym: 10 regimentów piechoty i 5 regimentów kawalerii) wraz z artylerią. Dowodzący obroną miasta płk. Richard Grace miał do swojej dyspozycji jedynie 4 500 ludzi (3 regimenty piechoty i niewielkie siły konne) oraz artylerię miejską. Chcąc się skutecznie bronić płk. Grace wycofał swoje siły ze wschodniej części miasta i zburzył jedyny most łączący dwie części miasta, rozdzielone przez rzekę Shannon. Mimo tego, pewny swojej przewagi gen. Douglas zażądał natychmiastowej kapitulacji. W odpowiedzi jednak jego posłaniec został zastrzelony przez płk. Grace'a, który odkrzyknął, że będzie się bronić dopóki nie zje swoich starych butów.

## Oblężenie
Rozpoczęto dwudniową wymianę ognia. 19 lipca siły Douglasa próbowały przedrzeć się przez rzekę i szturmować miasto ale musiały się wycofać z poważnymi stratami. W tej sytuacji podjęto kolejną wymianę ognia, która trwała do 24 lipca. Tego dnia Douglas otrzymał informację, że pod miasto ciągną posiłki w postaci kawalerii earla Patricka Sarsfilda. Informacja ta w połączeniu z dużymi stratami Wilhelmitów zadecydowała o wycofaniu się sił Douglasa.